# (37755) 1997 EA
1997 EA (asteroide 37755) é um asteroide da cintura principal. Possui uma excentricidade de 0.15298970 e uma inclinação de 10.25234º.
Este asteroide foi descoberto no dia 1 de março de 1997 por Takao Kobayashi em Oizumi.